# Xerus rutilus
Lo xero rosso (Xerus rutilus) è un roditore della famiglia degli Sciuridae.